# Kick Kick Kick Kick
Kick Kick Kick Kick (en hangul, 킥킥킥킥; romanización revisada, Kikkikkikkik) es una serie de televisión surcoreana, una comedia de situación ambientada en una oficina, escrita por Jung Soo-hyun, Nam Eun-kyung y Jung Hae-young, dirigida por Koo Seong-jun, y protagonizada por Ji Jin-hee, Lee Kyu-hyung, Baek Ji-won y Lee Min-jae. Se emitió por el canal KBS2 del 5 de febrero al 13 de marzo de 2025, en horario de miércoles y jueves a las 22:00 (hora local coreana). También está disponible en el servicio en línea TVING.

## Sinopsis
La serie es una comedia dramática de oficina que cuenta la emocionante historia de Ji Jin-hee, que en otro tiempo fue un aclamado actor y una estrella nacional, y de Jo Young-sik, también una estrella de la producción en el pasado, que fundan una nueva compañía de producción de contenido, Kikikkkkikk, y compiten para alcanzar los tres millones de suscriptores.

## Reparto

### Principal
- Ji Jin-hee como Ji Jin-hee, una antigua estrella del espectáculo reconvertido en codirector ejecutivo de Kick Kick Kick Kick Company. En sus mejores momentos logró enormes índices de audiencia y fue llamado «el actor diez millones», pero lo perdió todo debido a un incidente inesperado y todas estas son ahora glorias pasadas. Ahora intenta recuperar su antigua reputación poniendo en pie una productora.[1][2]

- Lee Kyu-hyung como Jo Young-sik, el otro codirector ejecutivo de Kick Kick Kick Kick Company. Fue un productor estrella que causó sensación en cada programa en el que trabajó, registrando los más altos índices de audiencia en la industria del entretenimiento, pero dejó atrás su apogeo debido a algún escándalo.[3][4]

- Baek Ji-won como Baek Ji-won, una terapeuta dedicada al personal de Kick Kick Kick Kick. Dentro de ella duerme un espíritu maligno; para controlarlo, una vez se afeitó la cabeza, cortó los lazos con el mundo y practicó la autodisciplina, pero debido a un encuentro casual se enfrentó sus deseos internos y finalmente dejó de practicar y se convirtió en terapeuta en la compañía.[5][6]

- Lee Min-jae como Lee Min-jae, un joven adicto al trabajo. Desde muy joven creaba algo único y sentía un extraño placer cuando alguien lo encontraba interesante. Es una persona con una rica imaginación y curiosidad, además de determinación y concentración. Mientras estudiaba medicina, comenzó accidentalmente a crear contenidos en YouTube gracias a su novia, y luego el destino lo llevó a Kick Kick Kick Kick Company.[7][8][9]

### Secundario

#### Personal de Kick Kick Kick Kick Company
- Jeong Han-seol como Noh In-sung.[10][11]
- Jeon Hye-yeon como Wang Jo-yeon, la inagotable guionista de la empresa, que escribe entretenimiento de día y novelas para adultos de noche.[12]
- Kim Eun-ho como Kang Tae-ho, un productor de entretenimiento de la empresa. Miembro de la familia de bomberos, planea jubilarse a los 40 años.[13]
- Jeon So-young como Ga Joo-ha, una guionista de entretenimiento de tercer año con espíritu libre. Fue incluida en la lista negra de la industria de la radiodifusión debido a una serie de incidentes.[14]
- Baek Sun-ho como Lee Mark, un cantautor con buena apariencia, personalidad, físico e incluso su propio encanto.[15][16]

#### Otros
- Lee Se-joon como Michael.[12]
- Lee Ji-won como Hee Dong-yi.[12]
- Ki Eun-se como Fox Ran (episodios 1, 2 y 4).[17][18]
- Kim Joo-hun como Don Man-hee (episodio 1).

### Apariciones especiales
- Lee Soo-geun como un bebé.[19][20]
- Seo Jang-hoon como un hada.[19][20]
- Jo Han-chul como el padre de Ga Joo-ha.[19][20]
- Seo Hye-won.[19][20]
- Lee Jin-hyuk.[19][20]

## Producción
Kick Kick Kick Kick es una coproducción de DK E&M y LED Studio para KBS. El guion lo firman Jung Soo-hyun, Nam Eun-kyung y Jung Hae-youn. El director es Gu Seong-jun, que fue codirector de las series Welcome (2019), Do Do Sol Sol La La Sol (2020) y Brain Cooperation (2023), todas para KBS2. Con esta serie el canal vuelve a la comedia de situación ocho años después de la última que programó, Sound of the Heart. KBS anunció en mayo de 2024 que emitiría la serie en la segunda mitad del año: estaba previsto comenzar el rodaje en agosto para emitir en noviembre. Sin embargo, el 11 de diciembre comunicó que la fecha del estreno sería el 5 de febrero de 2025.
El 30 de mayo de 2024 se publicó que Ji Jin-hee había sido elegido para protagonizar la serie. El 5 de agosto la agencia de Lee Kyu-hyung, Ace Factory, comunicó que había aceptado una oferta en el mismo sentido. El 10 de septiembre se añadió el nombre de Baek Ji-won, por lo que evidentemente se había retrasado el inicio del rodaje. El 11 de diciembre, KBS confirmó oficialmente las apariciones de estos tres protagonistas más Lee Min-jae.
El 11 de enero el equipo de producción distribuyó un vídeo que muestra la lectura del guion, y en el cada uno de los actores presenta a su personaje. El 17 del mismo mes publicó el cartel de grupo, donde aparecen los nueve personajes principales más un perro que desempeña un papel importante en la trama. Una semana después publicó un cartel especial que muestra a los miembros de la productora preparándose para rodar una escena. Al día siguiente fue el turno de un vídeo sobre la preparación de los carteles y una sesión fotográfica tanto del reparto como del equipo de producción.
El 26 de enero el servicio de contenidos audiovisuales en línea TVING anunció que lanzaría Kick Kick Kick Kick al mismo tiempo que KBS2, tal y como ha sucedido en otras ocasiones con series de este canal.

## Audiencia
| Episodio | Fecha de emisión      | Índices de audiencia (Nielsen Korea) |
| --- | --------------------- | ------------------------------------ |
| 1 | 5 de febrero de 2025  | 2,1 % (27.ª)                         |
| 2 | 6 de febrero de 2025  | 1,0 % (45.ª)                         |
| 3 | 12 de febrero de 2025 | 1,2 % (37.ª)                         |
| 4 | 13 de febrero de 2025 | 0,7 % (60.ª)                         |
| 5 | 19 de febrero de 2025 | 1,0 % (42.ª)                         |
| 6 | 20 de febrero de 2025 | 0,7 % (60.ª)                         |
| 7 | 26 de febrero de 2025 | 0.4 % (68.ª)                         |
| 8 | 27 de febrero de 2025 | 0.4 % (75.ª)                         |
| 9 | 5 de marzo de 2025    | 0.4 % (70.ª)                         |
| 10 | 6 de marzo de 2025    | 0.3 % (79.ª)                         |
| 11 | 12 de marzo de 2025   | 0.4 % (69.ª)                         |
| 12 | 13 de marzo de 2025   | 0.3 % (78.ª)                         |
| Promedio | Promedio              | —                                    |
| - En la tabla superior, los números azules representan las calificaciones más bajas y los números rojos representan las más altas. |                       |                                      |